# ティミショアラ北駅
ティミショアラ北駅（Gara Timișoara Nord）はルーマニア西部トランシルヴァニア地方のティミショアラにある鉄道駅で、同市の玄関口である。

## 概要
1897年に荘厳な新古典主義建築で建設された旅客駅だったが、1944年の連合国軍による爆撃で大きく破壊され、その後社会主義古典様式で再建された 。現在は2021年から大規模な改修工事が進行中だが、老朽化した施設を使用し続けている。ルーマニアで最も利用度の高い駅の一つであり、1日に平均174本の旅客列車が運行され、1日あたり約5,530人の乗客が利用している。時代の流れとともに貨物輸送の需要は変化しており、列車編成や入換作業などのニーズは大きく減少しているが、ティミショアラはいまだルーマニアでは鉄道貨物輸送の重要な拠点であり、鉄道での貨物輸送を利用している多くの製造業の企業が存在している。

## 現況
2017年の時点では、ティミショアラ北駅には国内各都市を結ぶルーマニア鉄道の列車の他、ハンガリー・ブダペストに向かう国際列車など1日174本が発着していた。2017年8月1日にセルビア・ベオグラード行きの列車は廃止された。現在はセルビア方面には、国境から5キロメートルにあるコミューン、モラヴィツァのスタモラ・ジェルマナ村までの運行になっている。 
主な路線はルーマニア鉄道の主要路線である900番線（ブカレスト北駅-クラヨーヴァ-カランセベシュ-ティミショアラ北駅）、およびティミショアラ北-アラド-オラデアである。 

## 主要駅との距離

### 国内
- アラド：57 km
- バヤ・マレ：370 km
- ブラショヴ 455 km
- ブカレスト：533 km
- クルジュ＝ナポカ：330 km
- コンスタンツァ (ブカレスト経由)：758 km
- クラヨーヴァ：324 km
- ガラツィ：762 km
- ヤシ (クルジュ＝ナポカ経由)：788 km
- ヤシ (デヴァ経由)：847 km
- オラデア：178 km
- シビウ：306 km
- スチャヴァ：652 km

### 欧州域内
- ベオグラード：178 km
- ベルリン：1,337 km
- ブダペスト：310 km
- キシナウ：918 km
- フランクフルト・アム・マイン：1,337 km
- キーウ：1,760 km
- ヴェネツィア：1,160 km
- ウィーン：582 km